# Blerim Krasniqi
Blerim Krasniqi (Kavajë, 5 de julio de 1996) es un futbolista albanés que juega en la demarcación de delantero para el F. C. Drita de la Superliga de Kosovo.

## Trayectoria
Tras empezar a formarse como futbolista en el KS Besa, en la temporada 2013/14 debutó con el primer equipo, llegando a ser su único partido en liga en dicha temporada. En la siguiente tuvo más participación en el campo, disputando trece partidos de liga y uno de copa. Posteriormente se marchó traspasado al KF Apolonia Fier, jugando en segunda división durante dos temporadas. En 2017 se fue al KF Skënderbeu Korçë por tres temporadas. Con el club llegó a ganar la Superliga de Albania, la Copa de Albania y la Supercopa de Albania en la misma temporada. En 2020 dejó el club para ir al KF Teuta Durrës, llegando a jugar su primer partido europeo el 27 de agosto, siendo uno de los anotadores del partido.

## Clubes
| Club                | País    | Año       | Partidos | Goles |
| ------------------- | ------- | --------- | -------- | ----- |
| KS Besa             | Albania | 2013-2015 | 17       | 2     |
| KF Apolonia Fier    | Albania | 2015-2017 | 64       | 25    |
| KF Skënderbeu Korçë | Albania | 2017-2020 | 80       | 16    |
| KF Teuta Durrës     | Albania | 2020-2021 | 41       | 5     |
| S. C. Gjilani       | Kosovo  | 2021-2022 | 39       | 10    |
| CS Mioveni          | Rumania | 2022-2023 | 26       | 2     |
| F. C. Drita         | Kosovo  | 2023-     | 68       | 18    |

## Palmarés

### Campeonatos nacionales
| Título               | Club                | País    | Año  |
| -------------------- | ------------------- | ------- | ---- |
| Superliga de Albania | KF Skënderbeu Korçë | Albania | 2018 |
| Copa de Albania      | KF Skënderbeu Korçë | Albania | 2018 |
| Supercopa de Albania | KF Skënderbeu Korçë | Albania | 2018 |
| Copa de Albania      | KF Teuta Durrës     | Albania | 2020 |
| Supercopa de Albania | KF Teuta Durrës     | Albania | 2020 |
| Superliga de Kosovo  | F. C. Drita         | Kosovo  | 2025 |